# Tiaja interrupta
Tiaja interrupta är en insektsart som beskrevs av Ball 1902. Tiaja interrupta ingår i släktet Tiaja och familjen dvärgstritar. Inga underarter finns listade i Catalogue of Life.